# Ample de via

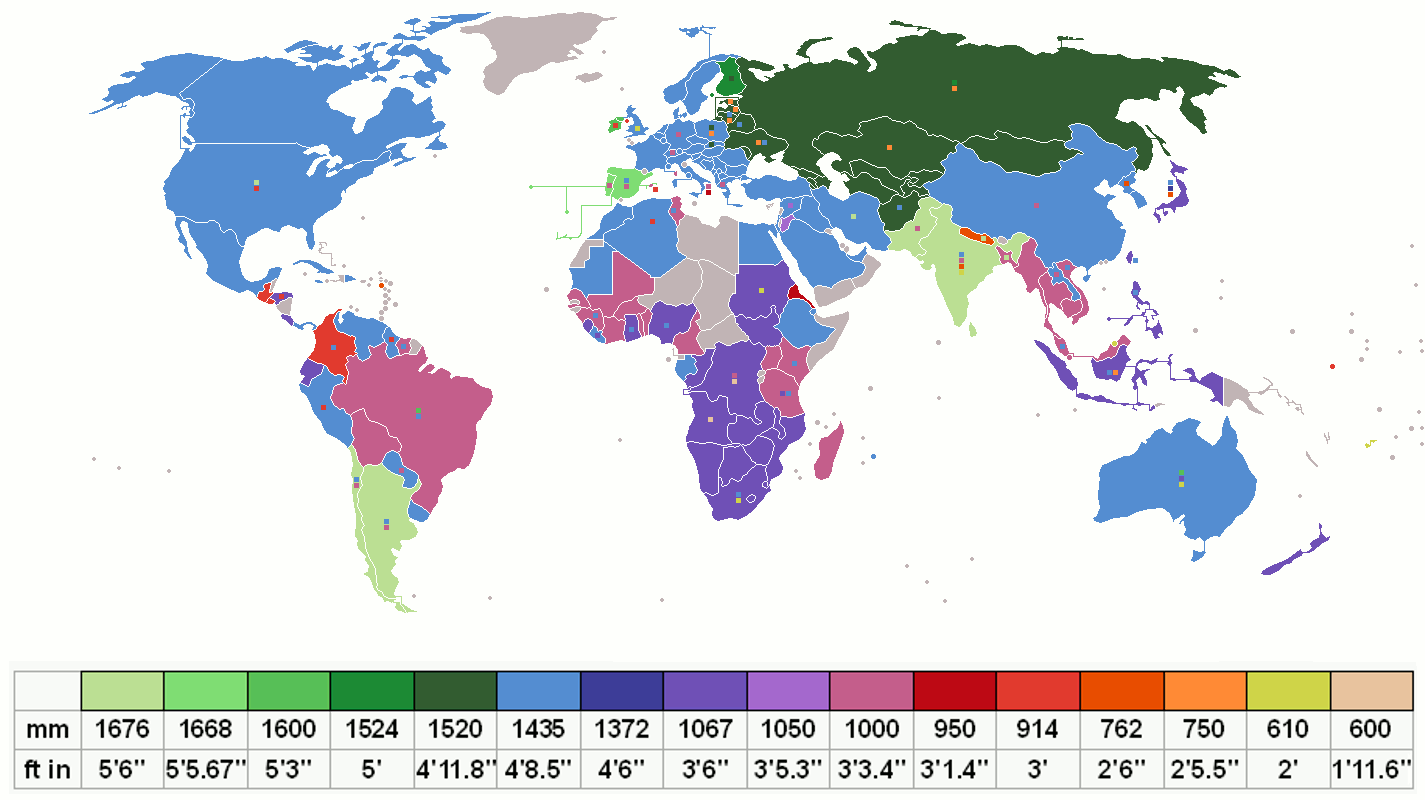
Amplades de via dominants a cada país.

L'amplada de via és la distància entre les cares internes dels rails d'una via fèrria. Al món hi ha deu amplades de via normalitzades, i unes quantes més per a aplicacions especials (mineria, pedreres, etc). A alguns països n'hi pot haver més d'una.

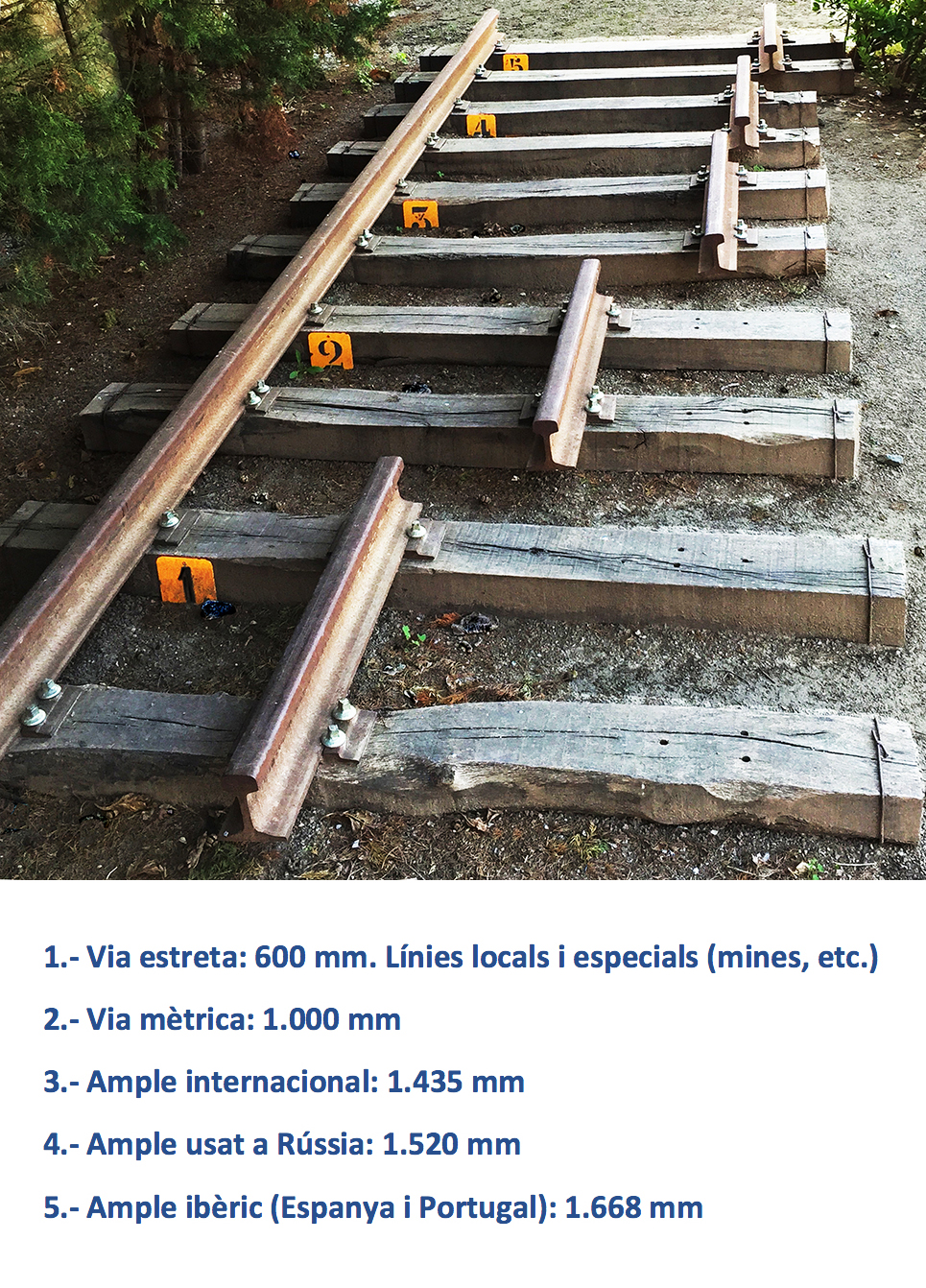
Museu del Ferrocarril de Catalunya

## Amplades arreu del món
| Amplada  | Utilitzada a |
| -------- | --- |
| 600 mm   | És la del Sistema Decauville a Portugal i al Brasil, al ferrocarril turístic de l'Alt Llobregat a Catalunya, a Xile a l'extint Ferrocarril Militar de Pont Alt fins al Volcà, Calaix del Maipo, i a l'Argentina fins al 1960 al Ferrocarril Econòmic Correntino, amb un recorregut de 180 km |
| 762 mm   | Àustria, Bòsnia i Hercegovina, Eslovàquia, Hongria, Índia, Polònia, República Txeca, Romania i Sri Lanka. |
| 914 mm   | Canadà (Whitepass and Yukon Railroad, White Pass and Yukon Route,), Colòmbia, Estats Units, El Salvador, Guatemala i el Perú. |
| 1.000 mm | Amplada mètrica: A l'est d'Àfrica, Alemanya, Argentina, sud-est d'Àsia, Bangladesh, Birmània, Bolívia, Brasil, Xile, Espanya, Grècia, Índia, l'Iraq, Pakistan, Portugal, Suïssa i Vietnam. També és el de la línia L8 del Metro de Barcelona. |
|          | Austràlia, Equador, Xile, Costa Rica, Ghana, Indonèsia, Japó, Nigèria, Nova Zelanda, Sud-àfrica, Sudan i Terranova (fins al setembre de 1988, Newfoundland Railway). |
| 1.435 mm | Amplada estàndard: Al nord d'Àfrica, Alaska, Argentina, Austràlia, Canadà, Xile (Metro de Santiago a totes les seves línies), Colòmbia (FC del Serradell i Metro de Medellín), Xina, Corea del Nord, Corea del Sud, Estats Units, a gran part d'Europa, Iran, l'Iraq, Israel, Japó (Shinkansen), Mèxic, Paraguai, Perú, Uruguai i Veneçuela. El Metro de Barcelona té aquesta amplada a les línies L2, L3, L4, L5, L6, L7, L9, L10 i L11. |
| 1.520 mm | Amplada russa: Mongòlia, Rússia i a tots els països de l'antiga Unió Soviètica. |
| 1.524 mm | Finlàndia i al Panamà. |
| 1.600 mm | Austràlia, el Brasil i Irlanda. |
| 1.668 mm | amplada ibèrica: Espanya (a excepció del TGV, que té 1.435 mm, i d'algunes línies menors) i Portugal. |
| 1.674 mm | Amplada ibèrica antiga: Catalunya, a la línia 1 del Metro de Barcelona. |
| 1.676 mm | Argentina, Bangladesh, Xile (EFE), l'Índia, el Pakistan i Śri Lanka. |

Els Ferrocarrils de la Generalitat de Catalunya tenen les següents amplades:
- Línia Barcelona Sarrià fins al 1905: 1.674 mm
- Línia Barcelona-Vallès des del 1905 fins a l'actualitat: 1.435 mm
- Línia Llobregat-Anoia des de l'origen: 1.000 mm
- Línia de Lleida a la Pobla de Segur abans de les renovacions de la via: 1.674 mm
- Línia de Lleida a la Pobla de Segur després de les renovacions de la via (fins a Balaguer el 2002 i fins a la Pobla el 2006): 1.668 mm
- Cremallera de Montserrat antic i actual: 1.000 mm i cremallera sistema Abt
- Cremallera de Núria des de l'origen: 1.000 mm i cremallera sistema Abt
- Línia de Guardiola de Berguedà a Castellar de n'Hug (antiga): 600 mm
- Tren del ciment (actual): 600 mm

Les dades de la xarxa de FGC, any 2008, són a la Memòria 2008 de FGC.

## Història de l'amplada internacional

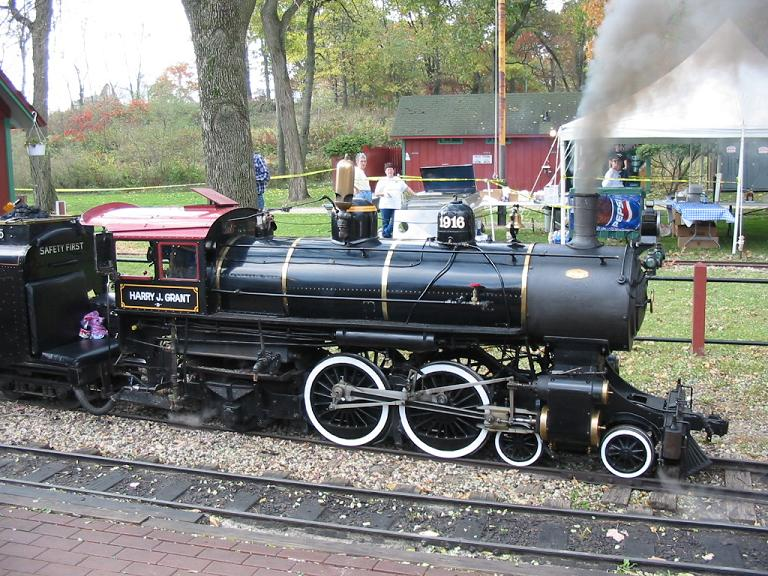
Locomotora a vapor a Wisconsin Dells (Wisconsin, EUA).

El perquè de la mida de l'amplada internacional, o de 1.435 mm, indirectament és deguda als romans. Aquests feien les calçades d'acord amb la norma que hi cabessin dues mules sense problemes amb els seus respectius carros. Els carros estaven d'acord amb aquesta norma, de manera que la distància entre les dues rodes del carro corresponia a l'amplada de les mules. Com a conseqüència, a les ciutats romanes (com es pot veure encara als carrers de Pompeia) de tant de circular els carros pels carrers quedaven erosionats dos solcs de fins a 10 cm de profunditat a les pedres de la calçada, formant una mena de carril. Això feia que un carro que no coincidís amb aquesta amplada d'eixos es trenqués o no pogués circular amb comoditat. A més, als carrers s'hi posaven unes grans pedres perquè els vianants travessessin sense embrutar-se amb el fang i els excrements dels animals. Aquestes pedres deixaven exactament aquest pas per a les rodes, de manera que una amplada diferent d'eixos no hi hauria pogut passar.
Aquesta mesura no es va perdre, perquè la majoria de les calçades van romandre en ús després del col·lapse de l'Imperi, de manera que les carretes s'han fet d'aquesta amplada fins als nostres dies. Així doncs, aquest fet va determinar no només la mida dels eixos dels carros, sinó també l'amplada de les calçades i l'amplada dels túnels, passant a ser la mida de la majoria de les calçades. Això va fer que les calçades que es van fer per al ferrocarril fossin de la mateixa mida, perquè que no eren res més que el carro que substituïa les mules.
El fet de mantenir aquesta mida va provocar una curiosa anècdota de l'exploració espacial: que els dipòsits de combustibles dels coets fossin de la mateixa mida, per poder passar pels túnels. Malgrat que els enginyers volien tindre mides més grans, s'hi van haver de resignar, perquè els dipòsits havien de ser fabricats lluny de la zona d'enlairament i transportats per ferrocarril.
A més dels motius històrics, la diferència d'amplada també es deu a tres causes: defensa, economia, i orografia.
Els motius defensius i econòmics tenen el següent fonament: si els trens de mida diferent de la de les vies d'un país que està a la defensiva hi volen entrar, no podran. Això va passar durant la Segona Guerra Mundial als passos fronterers d'Espanya amb França.
Les raons de l'orografia són que a una via de molta pendent hi caldrà una locomotora molt pesant. La tracció d'una locomotora és directament proporcional al seu pes. Amb unes altres paraules, no importa com sigui de potent la locomotora d'un tren, si no pesa prou, les rodes rellisquen. Espanya n'és un bon exemple d'això perquè és molt muntanyosa. Quan va legislar sobre els ferrocarrils, el govern va decidir augmentar l'amplada de via.
A alguns ferrocarrils de regions muntanyoses es van fer servir vies molt estretes, cosa que sembla contradir aquest principi. Però: com que els radis dels revolts eren molt petits, l'amplada de via havia de ser més petita i, per tant, locomotores i cotxes, més lleugers. Com a norma general, per a llargs recorreguts es va triar un ample més gran per tindre més rendibilitat, i als trams més curts i de molta pendent, es va triar la via estreta.

## Amplada Decauville
Hi ha una mica de confusió sobre què és l'amplada Decauville. L'empresa francesa Decauville, creada el 1875, va fabricar rails i material ferroviari. Un dels seus invents més difosos, per la seva facilitat d'instal·lació, va ser una via de 600 mm d'amplada on els rails estaven units als travessers fent una única peça d'acer. La facilitat d'instal·lació va escampar-la a la mineria, la indústria i la guerra. Aquesta  via Decauville  es va fabricar després amb unes altres amplades més grans i més petites. La denominació "amplada Decauville", que a França s'aplica només a la mida de 600 mm, no té el mateix significat a l'Argentina ni a uns altres llocs.